# John Muir (filolog)

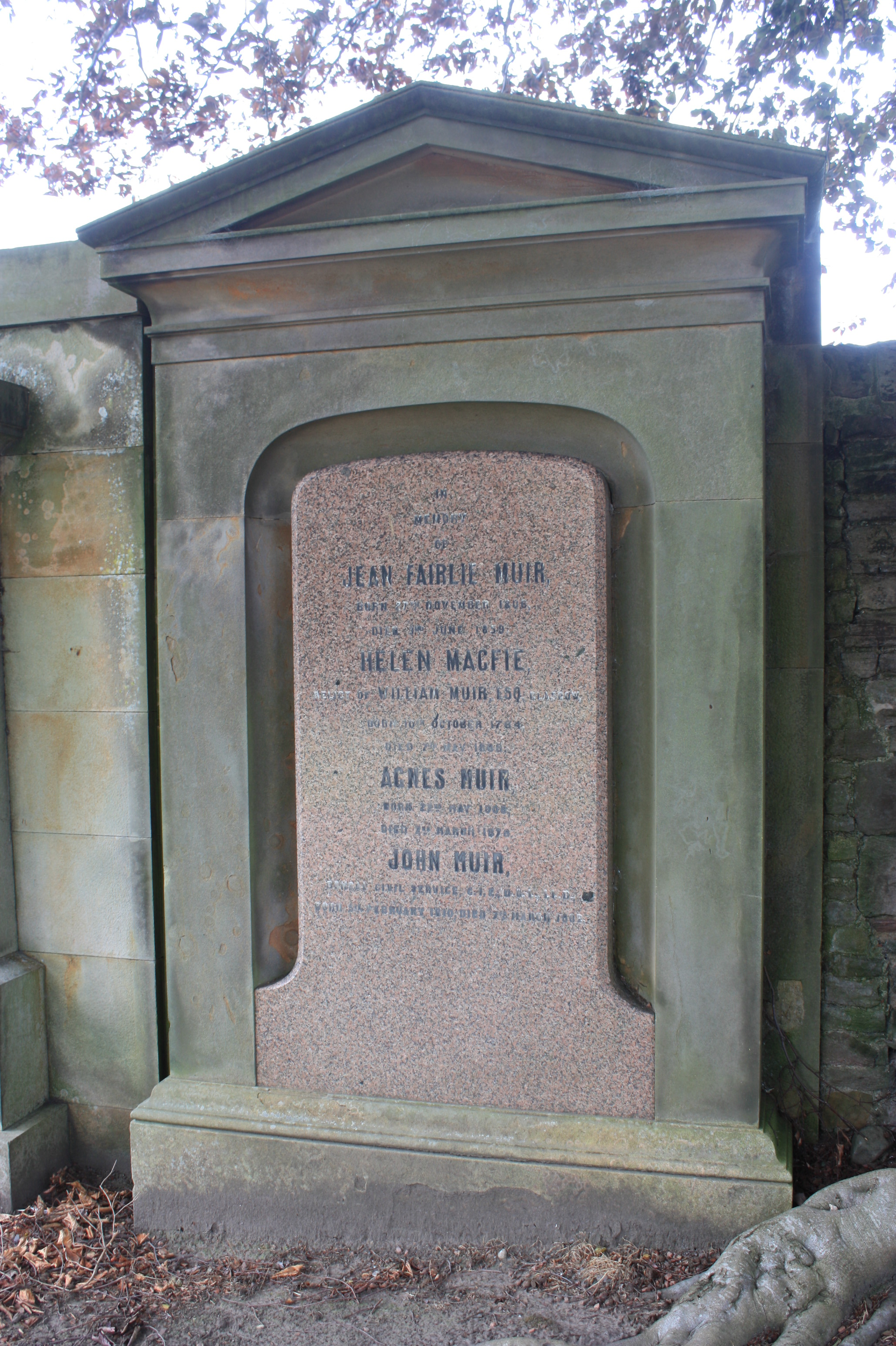
John Muirs gravvård i Edinburgh.

John Muir, född 5 februari 1810 i Glasgow, död 7 mars 1882 i Edinburgh, var en skotsk indolog. Han var bror till William Muir.
Muir kom 1828 till Indien som civil ämbetsman i Bengalen, utnämndes slutligen till domare i Fatehpur (i nordvästra Indien), lämnade den indiska statstjänsten 1853 och återvände till England. I Indien skrev Muir på engelska, sanskrit och andra indiska språk en del avhandlingar avsedda för indier, särskilt om kristendomen, såsom A sketch of the argument for Christianity against Hinduism in sanskrit verse (Calcutta 1839), Mata-pariksa or examination of religions (2 delar, 1852–1854, sanskritvers med engelsk översättning). Muir inlade stor förtjänst – särskilt genom gåvan av ett större penningbelopp – för åstadkommande av en professur i sanskrit vid Edinburghs universitet. Muirs huvudverk är Original sanskrit texts on the origin and history of the people of India, their religion and institutions (5 band, 1852–1870), ett urval av de viktigaste källtexterna till indisk kultur- och religionshistoria med engelsk översättning. Ett utdrag härur är Religions and moral sentiments, metrically rendered from sanskrit writers (1875).